# Vught
Vught est une commune et un village néerlandais située en province du Brabant-Septentrional. Outre le centre urbain, la commune couvre également le village de Cromvoirt, ainsi que les hameaux de Bergenshuizen et Loveren. Lors du recensement de 2023, elle comptait  32 113 habitants.

## Histoire
Chartreuse Sainte-Sophie-de-Constantinople de Bois-le-Duc : Les chartreux quittent Eikendonk, près de Sint-Oedenrode, site peu favorable à la vie cartusienne, et s’établissent dans un couvent de religieuses dans un domaine au nord de Vught.
Vught est connue pour avoir hébergé le camp de concentration de Bois-le-Duc, construit par les Nazis pendant la Seconde Guerre mondiale.

## Géographie

### Localisation

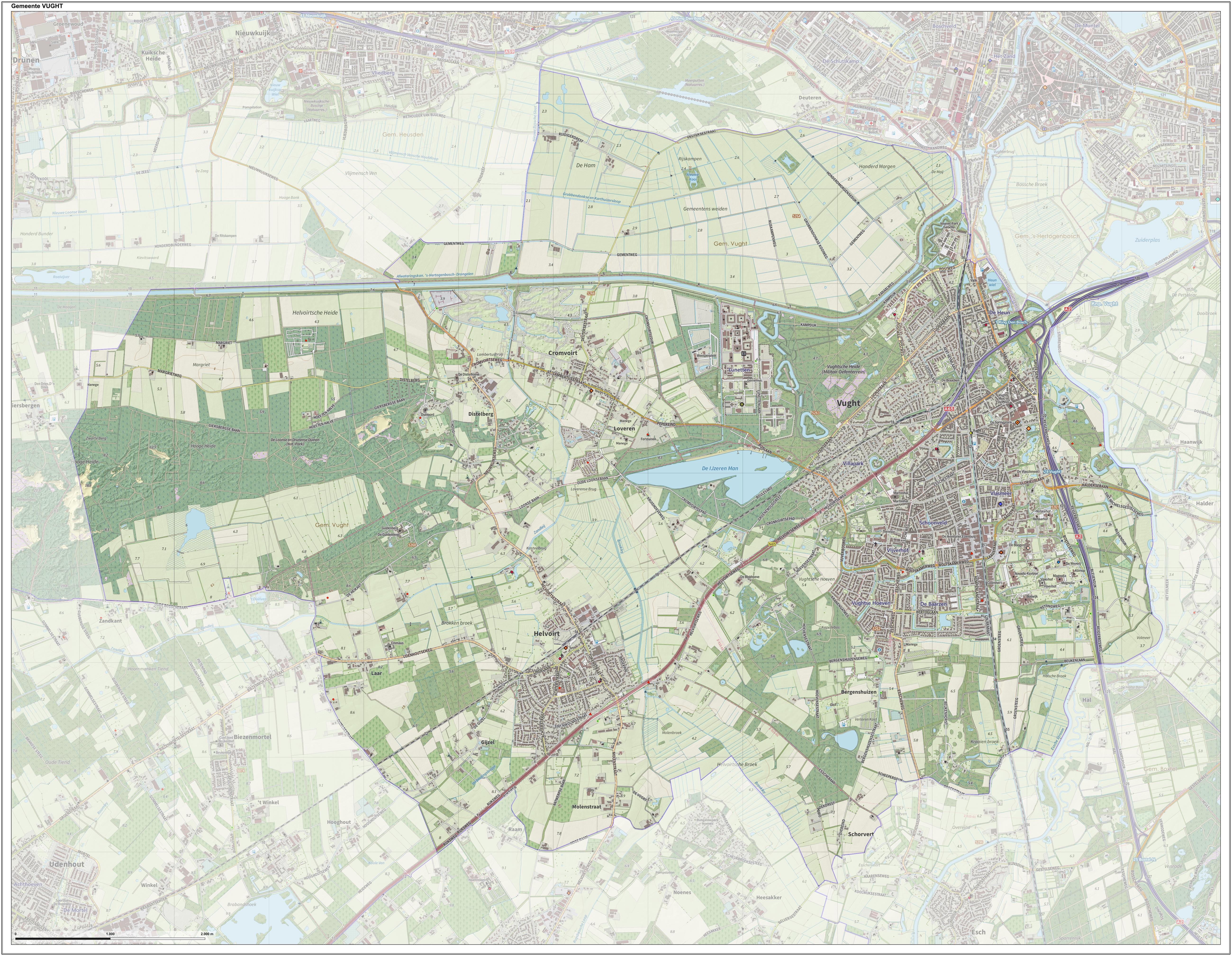
Carte de Vught (2019).

Vught, d'une superficie de 34,46 km2, est bordée au nord par la commune de Bois-le-Duc, à l'est par Sint-Michielsgestel, au sud-est par Boxtel, au sud-ouest par Haaren et au nord-ouest par Heusden.

### Transports
Outre l'autoroute A2, la commune est desservie par la gare de Vught, située sur la ligne d'Utrecht à Boxtel.

## Personnalités liées à la commune
Les personnalités suivantes sont nées à Vught :
- Arnoldus Molengraaff (1755-1822), homme politique néerlandais ;
- Simon Tahamata (né en 1956), footballeur néerlandais ;
- Koen van de Laak (né en 1982), footballeur néerlandais ;
- Trudi Klever (née en 1964), actrice néerlandaise.

## Galerie

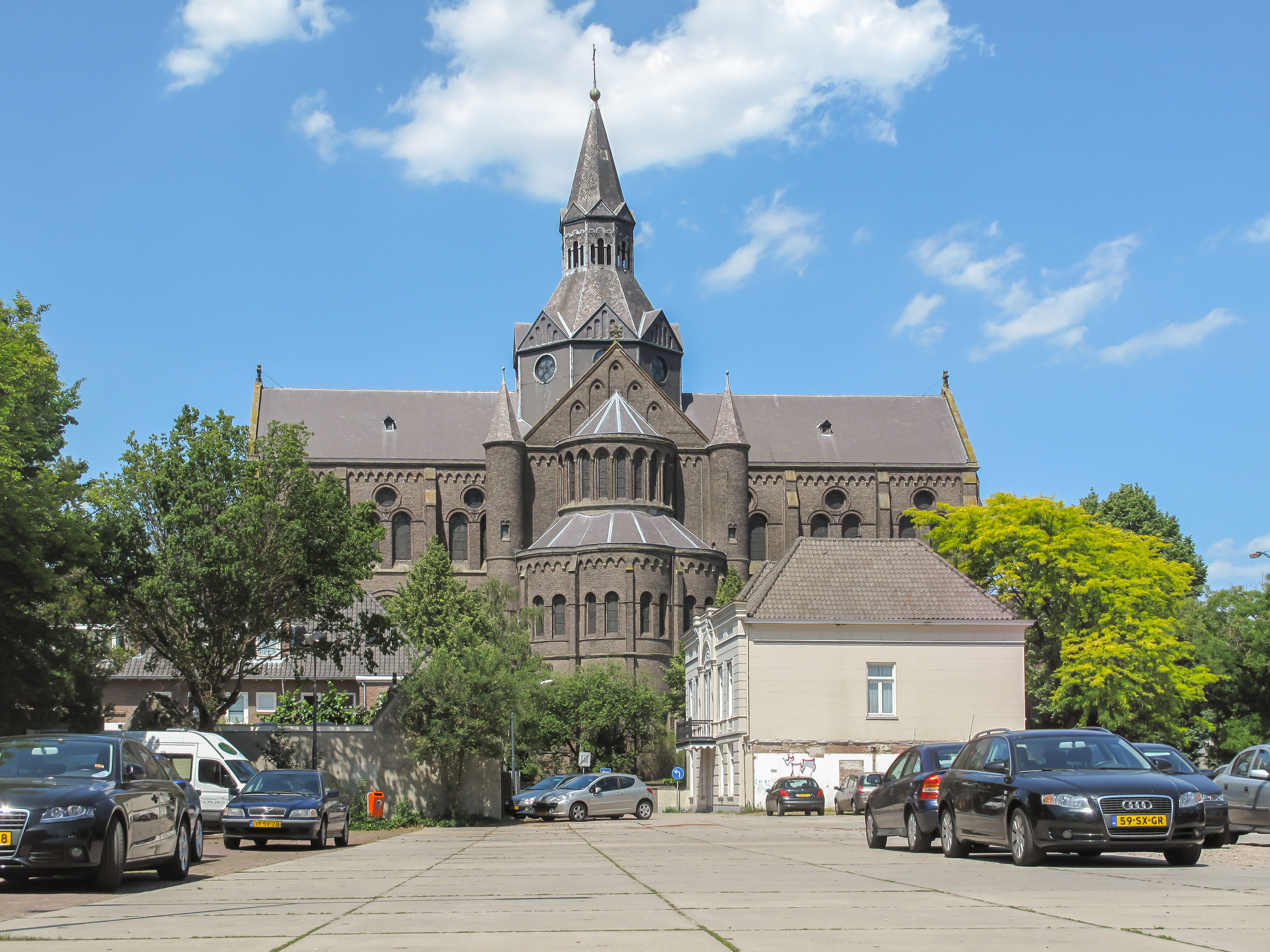
De Sint Petruskerk.
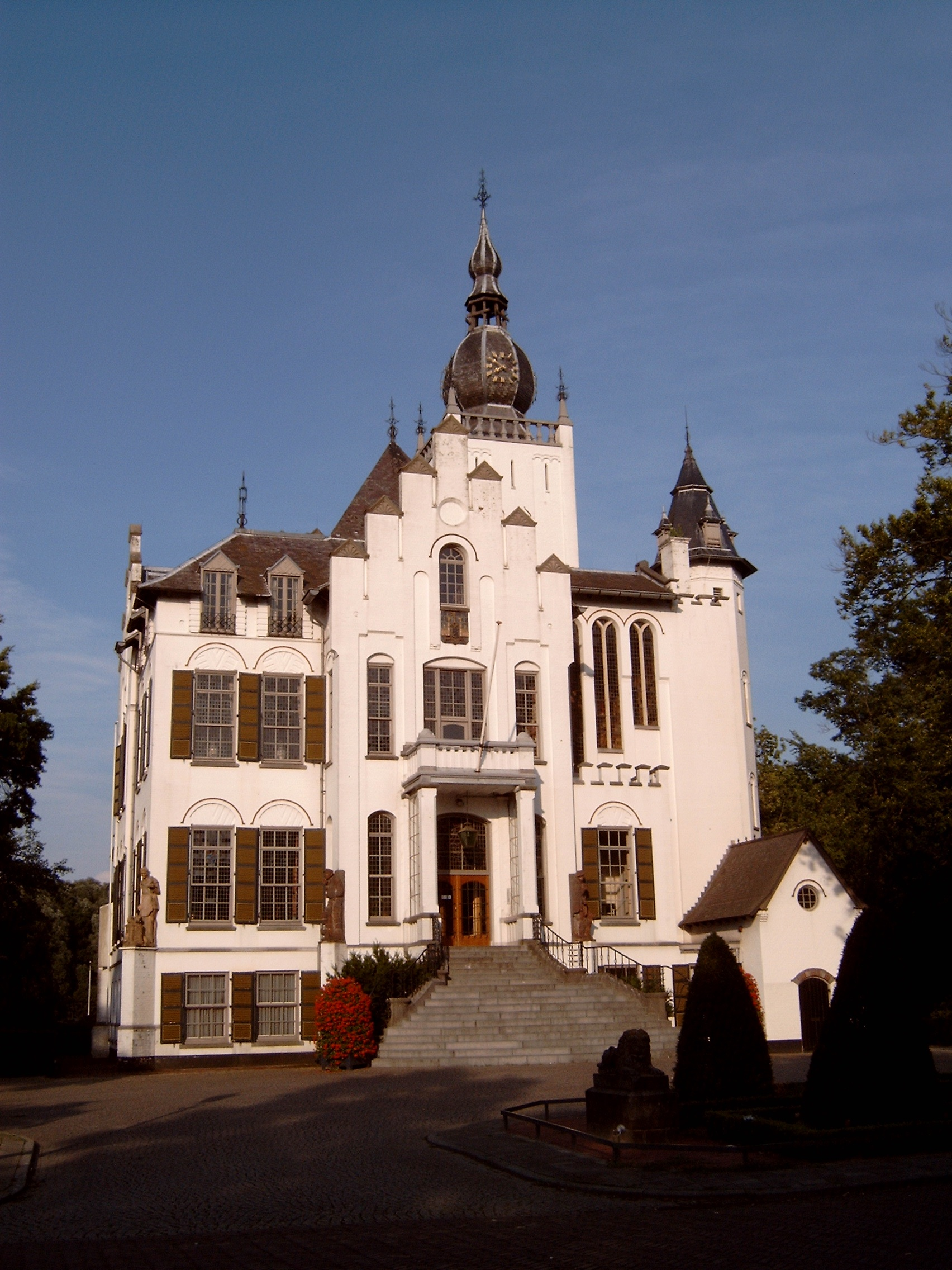
Ancien hôtel de ville.
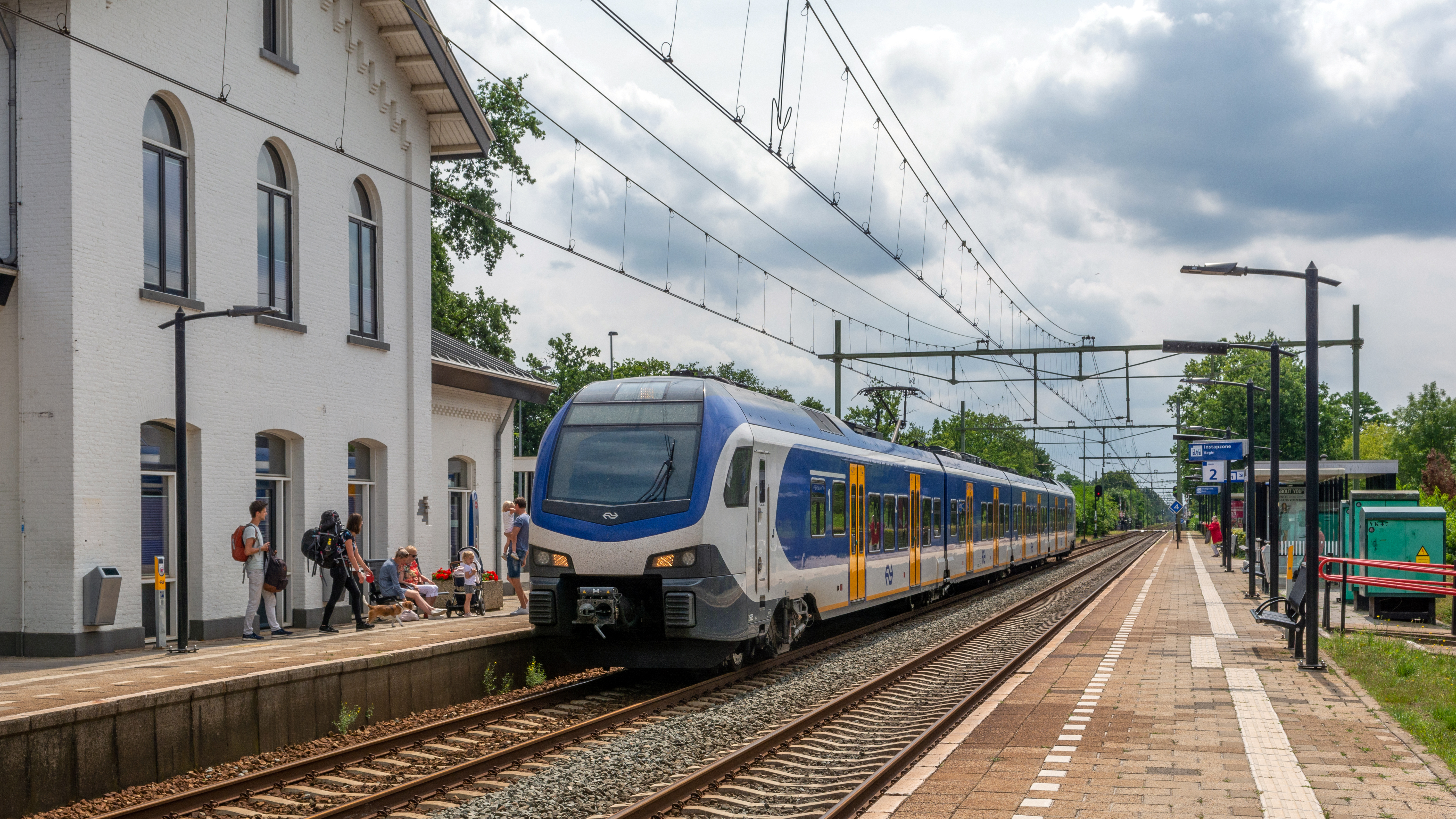
Gare de Vught.
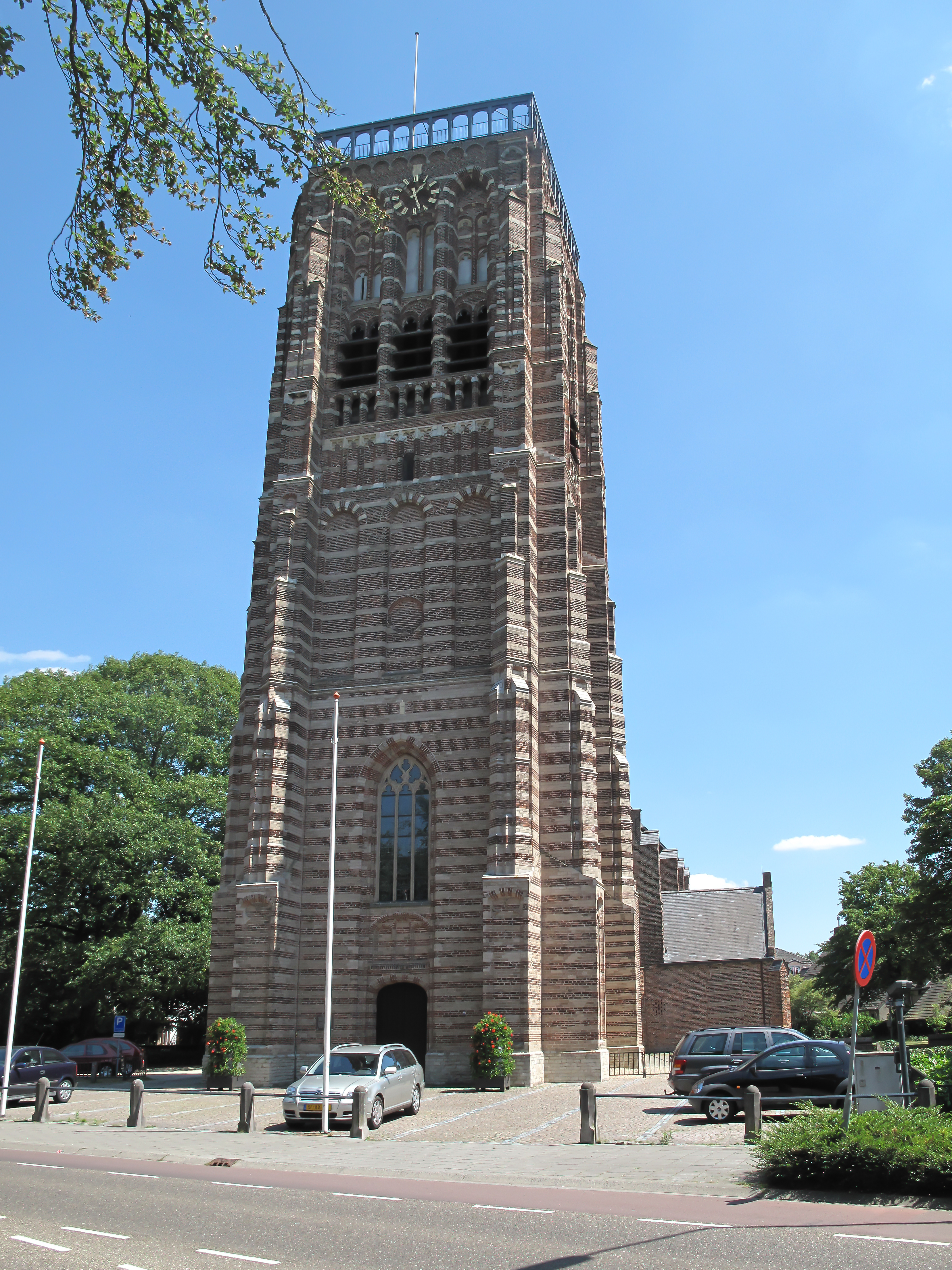
De Vughtse toren.